# Grubbe Mølle
Grubbe Mølle ved Svanningebækken i Faaborg på Sydvestfyn et af de få bevarede danske dobbeltanlæg med både vind- og vandmølle. Vandmøllen blev gennemgribende restaureret i 2008. 
Vindmøllen er en 17 meter høj hollandsk vindmølle med jordomgang, bygget på et fundament af kampesten. Den er bygget på en forhøjning, hvor vestenvinden får godt fat, og møllen kunne derfor male korn, hvis vandmøllen manglede vand om sommeren eller var frosset fast om vinteren. Overmøllen er af træ beklædt med spån, og den har en løgformet hat, som er beklædt med pap. Den har et vindfang på 37 alen (ca. 23 meter), og krøjer med vindrose. Vindmøllen er selvsvikkende. Den er udstyret med tre kværne og en grubbekværn. Grubbe vindmølle var i drift som forretning med korn og foderstof indtil 1960. I dag males der regelmæssigt korn i vandmøllen, og når forholdene er til det også i vindmøllen. Begge er i privat eje, men kan ses i funktion når omvisninger arrangeres. Vindmøllen er fredet.
Vindmøllen blev bygget på Nordgården ved Nykøbing Sjælland ca. 1832 og flyttet til Sydfyn i 1892, da Anders Peder Nielsen Ploug købte den. Møllen deltes op i mindre dele og fragtedes til stedet, hvor den står i dag. Møllebygger Andersen fra Faaborg stod for genopbygningen, og møllen kom til at stå på en forhøjning lige ved vandmøllen. Han moderniserede samtidig møllen og gav den klapper og vindrose.
I 1990 blev den udvendige spånbeklædning fornyet. Under orkanen 3. december 1999 mistede vindmøllen vingerne, vingeakslen og vindrosen, samtidig med, at der opstod skader på selve møllen; derfor var omfattende reparationer nødvendige. Arbejdet med restaureringen begyndte i 2003 da møllebygger John Jensen nedtog hatten, og da det var færdigt i sommeren 2006, havde den fået genetableret jalousierne og vindrosen, således at den igen var selvkrøjende.

55°7′10.63″N 10°12′40.68″Ø / 55.1196194°N 10.2113000°Ø